# Campillo de Aragón (kommunhuvudort)
Campillo de Aragón är en kommunhuvudort i Spanien.   Den ligger i provinsen Provincia de Zaragoza och regionen Aragonien, i den centrala delen av landet, 170 km nordost om huvudstaden Madrid. Campillo de Aragón ligger 1 056 meter över havet och antalet invånare är 169.
Terrängen runt Campillo de Aragón är kuperad västerut, men österut är den platt.  Trakten runt Campillo de Aragón är nära nog obefolkad, med mindre än två invånare per kvadratkilometer. Närmaste större samhälle är Ibdes, 10,1 km norr om Campillo de Aragón. Omgivningarna runt Campillo de Aragón är i huvudsak ett öppet busklandskap.